# Learjet 45

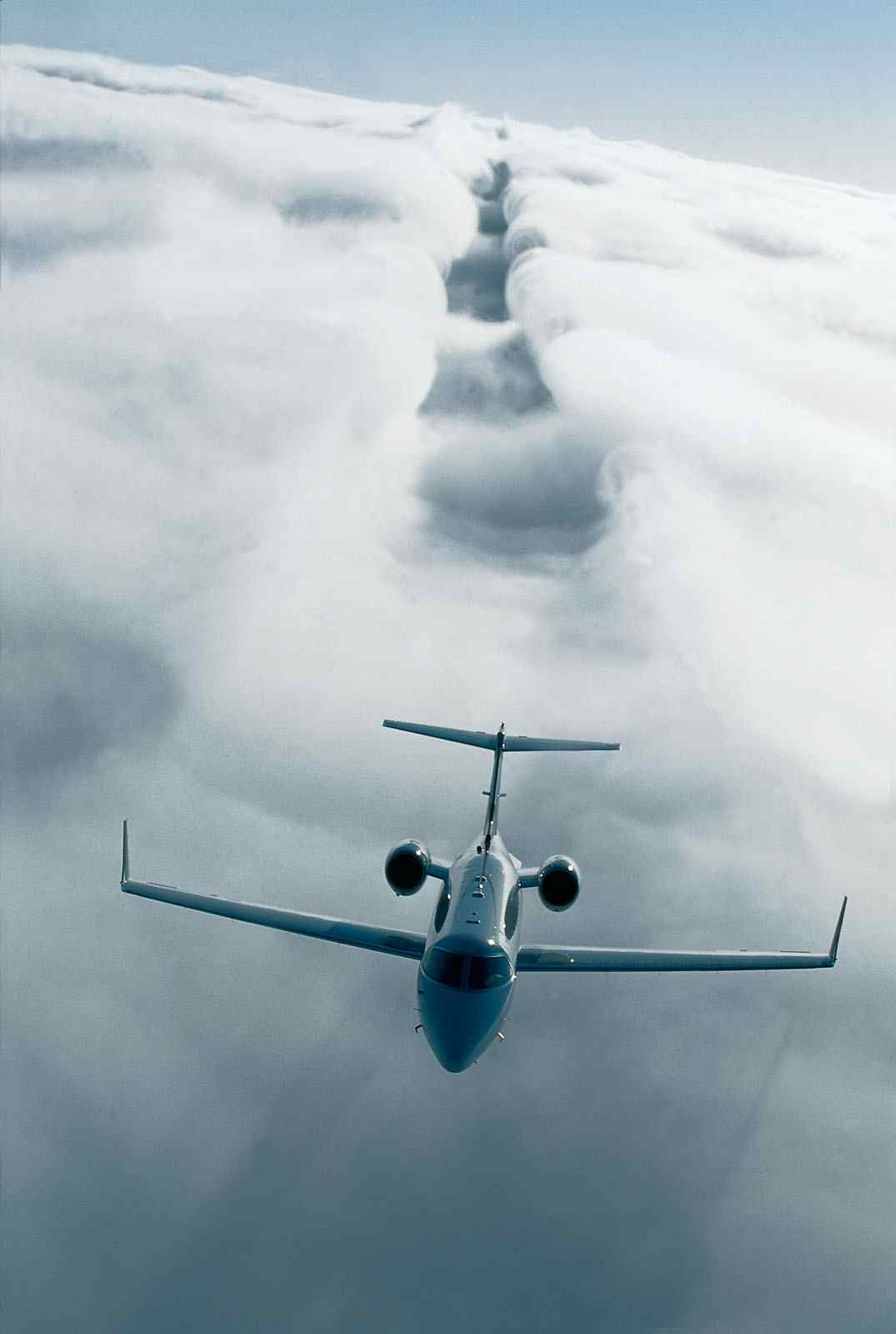
Ein Learjet Model 45 der Irish Defence Forces zieht eine Spur in die Wolkendecke.

Der Learjet Model 45 ist ein Geschäftsreiseflugzeug des kanadischen Flugzeugherstellers Bombardier. Es ist das erste vollständig neue Luftfahrzeug von Learjet seit William P. Lears erstem Modell 23.
Eine Learjet-Version mit erhöhter Startmasse und Reichweite hat die Bezeichnung 45 XR.
Die Maschinen des Learjet Model 45 mit der Seriennummer 45-002 bis 45-2000 heißen "Learjet 45". Ab der Seriennummer 45-2001 werden die Flieger als "Learjet 40" bezeichnet.

## Entwicklung
Der Beginn der Entwicklung des Learjet 45 wurde von Bombardier im September 1992 bekannt gegeben. Der Erstflug fand am 7. Oktober 1995 statt. Am 22. September 1997 wurde das Flugzeug schließlich von der US-Luftfahrtbehörde FAA zugelassen. Die erste Auslieferung folgte im Januar 1998.
Obwohl es dem Learjet Modell 35 ähnelt, hat es nur noch 50 Prozent der Bauteile mit diesem gemeinsam. Ziel der Entwicklung war es, die Leistung des Learjet 35 zu verbessern, die Handhabung des Learjet 31A zu erhalten und eine geräumigere Kabine als bei der Konkurrenz zu bieten. Das Flugzeug verfügt über ein EFIS von Honeywell, digitale Triebwerksregelung (DEEC) und eine APU jeweils in der Grundausstattung.
Im Juni 2004 wurde der Learjet 45XR vorgestellt. Diese überarbeitete Version zeichnet sich durch ein höheres Abfluggewicht, eine größere Reichweite, eine höhere Reisegeschwindigkeit und eine größere Steigrate aus. Die Neuerungen wurden durch überarbeitete Triebwerke erreicht.
Der Bau des Learjets ist ein Projekt, an dem viele Unternehmen beteiligt sind. So war die Endmontage zwar in den USA (Wichita) bei Learjet, die Firma Short Brothers in Irland baute aber den Rumpf und die kanadische Firma de Havilland Aircraft Company war für Design und Konstruktion der Tragflächen zuständig. Alle Firmen gehören zur Bombardier-Firmengruppe. 2012 stellte Bombardier die Nachfolgemodelle des Learjet 40XR und 45XR als Learjet 70 und 75 vor.

## Technische Daten
| Kenngröße                 | Daten                     |
| ------------------------- | ------------------------- |
| Besatzung                 | 2                         |
| Passagiere                | max. 9                    |
| Länge                     | 17,68 m                   |
| Spannweite                | 14,57 m                   |
| Höhe                      | 4,30 m                    |
| Flügelfläche              | 29,0 m²                   |
| Flügelstreckung           | 7,3                       |
| Leermasse                 | 5.466 kg                  |
| max. Rüstmasse            | 9.276 kg                  |
| max. Startmasse           | 9.163 kg                  |
| Tankkapazität             | 2.722 kg (3.341 l)        |
| Zuladung                  | 1.202 kg                  |
| Triebwerke                | Allied Signal TFE 731-20  |
| max. Reisegeschwindigkeit | 859 km/h (Mach 0,81)      |
| Dienstgipfelhöhe          | 15.545 m                  |
| max. Reichweite           | 4.074 km                  |
| Preis                     | 10 Mio. US-$ (Stand 2007) |

## Produktion
Der Learjet 45 wurde bis zum Jahr 2007 mit einer Stückzahl von 248 Exemplaren gebaut.